# Bortigiadas
Bortigiadas település Olaszországban, Szardínia régióban, Olbia-Tempio megyében. Lakosainak száma 714 fő (2023. január 1.). Bortigiadas Perfugas, Tempio Pausania, Viddalba, Aggius és Santa Maria Coghinas községekkel határos.

## Népesség
A település népességének változása:
| Lakosok száma | 758  | 759  | 714  |
|               | 2017 | 2018 | 2023 |